# Louis Michel Eilshemius

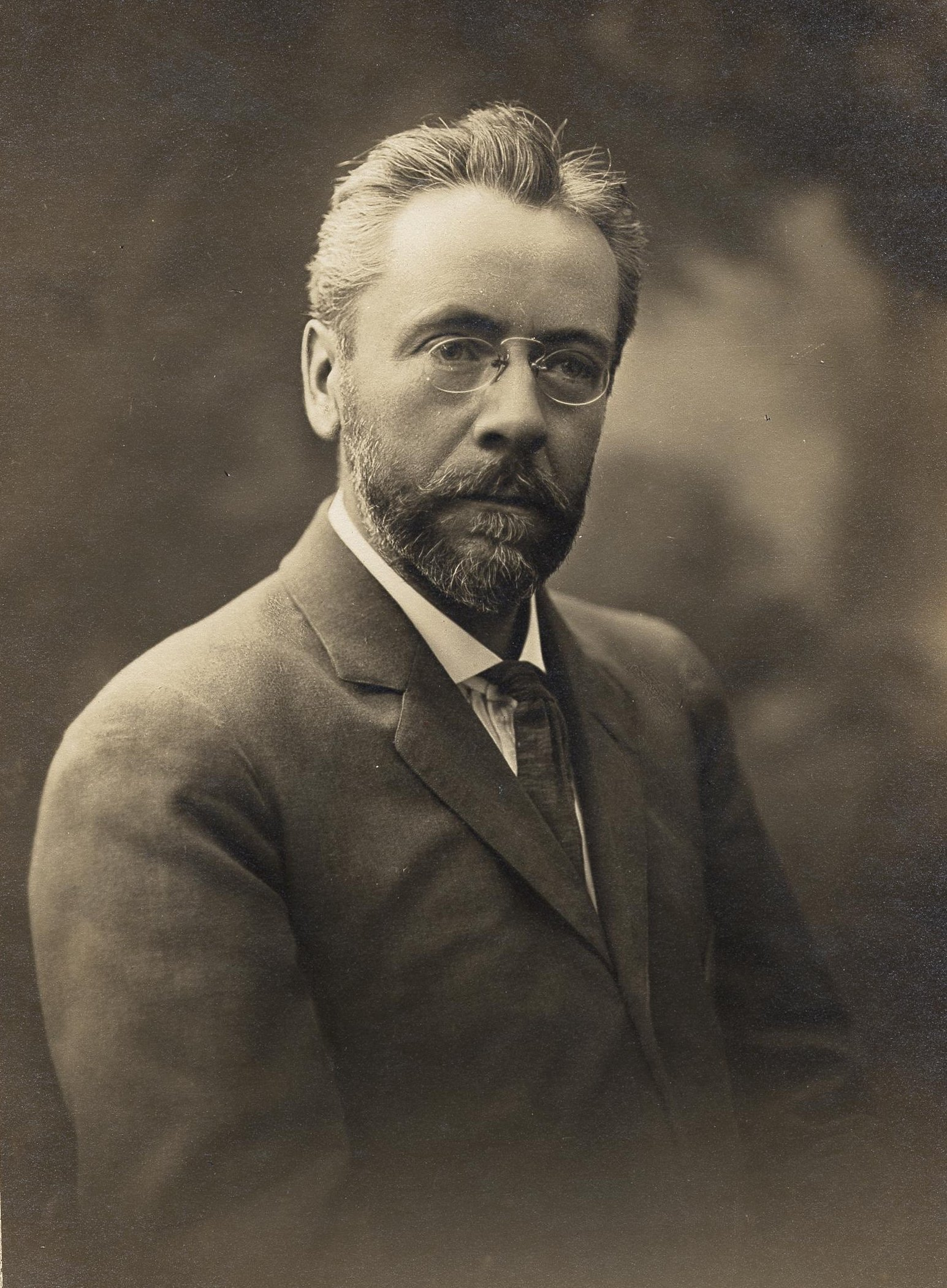
Louis Eilshemius (ohne Urheber, ohne Jahr)

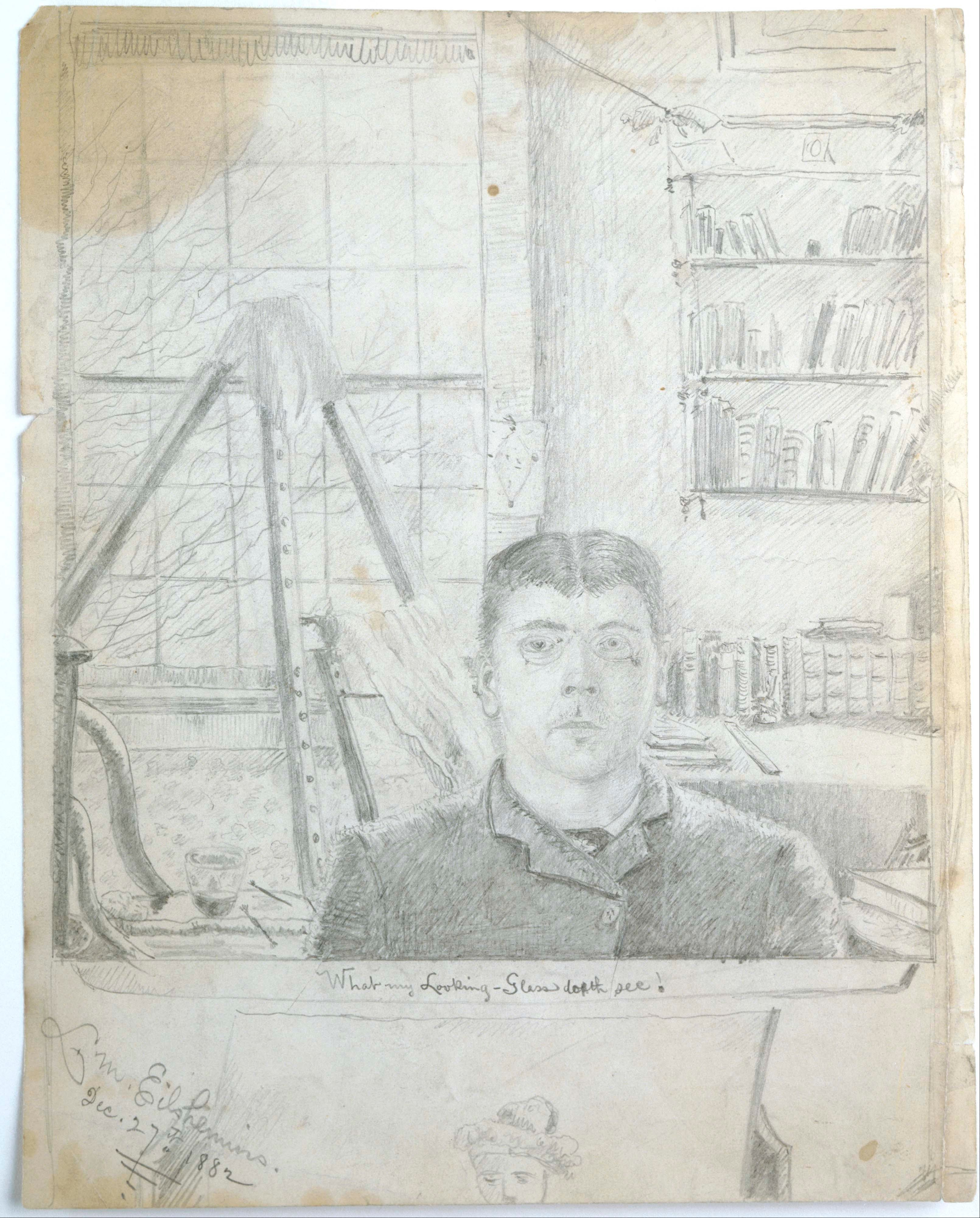
Selbstporträt (1882)

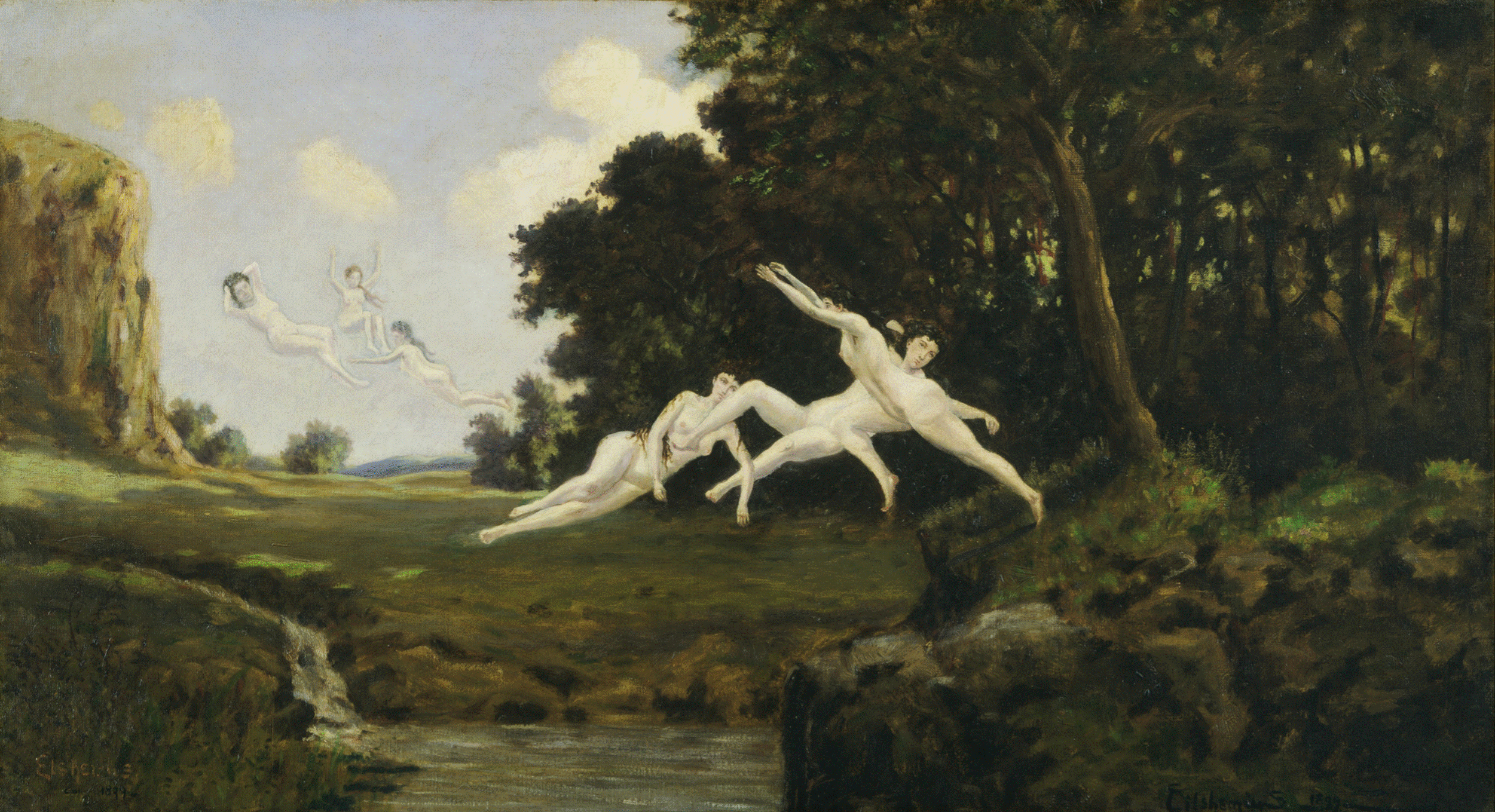
Afternoon Wind (1899)

Louis Michel Eilshemius (geboren 4. Februar 1864 in Newark, New Jersey; gestorben 29. Dezember 1941 in New York City) war ein US-amerikanischer modernistischer Maler.

## Leben
Eilshemius wuchs in einer gutbürgerlichen Familie in New Jersey auf und konnte anfangs bescheiden aus dem Familienvermögen leben. Er besuchte in Dresden die Handelsschule und begann 1882 ein Landwirtschaftsstudium an der Cornell University. Nach zwei Jahren wechselte er für ein Kunststudium zur Art Students League of New York und studierte Malerei unter anderem bei Kenyon Cox. Die Landschaftsmalerei lernte er bei Robert Crannell Minor (1839–1904) und er ging 1886 zu William-Adolphe Bouguereau an die Académie Julian in Paris und 1887 zu Joseph Van Luppen in Antwerpen. Er reiste durch Europa, Nordafrika und im Jahr 1900 nach Samoa. Er wohnte und arbeitete in der East 57th Street in New York.
Eilshemius malte zunächst im Stil der Schule von Barbizon. Ab 1908 besuchte er Albert Pinkham Ryder in dessen Atelier und traf auf einen Gleichgesinnten. Mit ihm teilte er den Sinn für einen performativen malerischen Ansatz. Neben zahlreichen Akt- und Landschaftsdarstellungen schuf er auch Stadtansichten von New York und Genrebilder.
Eilshemius malte über 3000 Bilder, davon drei Viertel Akte in einer Landschaft. Er schrieb Gedichte, Kurzgeschichten und Romane und dilettierte auch als Komponist. 1907 gab er ein sechsbändiges Gesamtwerk seiner Poetik heraus, darin eine 508-seitige Abhandlung Fragments and Flashes of Thought. Insgesamt veröffentlichte er über 30 Druckschriften im Eigenverlag und versuchte sich an der Herausgabe zweier Kunstzeitschriften.
Eilshemius' Malstil fand bei einem großen Publikum wenig Anklang, genoss allerdings Kultstatus bei Künstlerinnen und Künstlern. Der zwanzig Jahre jüngere Marcel Duchamp entdeckte ihn für sich bei einer Ausstellung 1917 in New York wo u. a. das Werk Rose Marie Calling (Supplication) (1916) zu sehen war, das heute zu den bekanntesten Bildern Eilshemius' zählt. Henri-Pierre Roché erwarb kurz später das Bild The Prodigy (1914), das Balthus zur Nachahmung anregte. Um 1920, nachdem er in New York in einer Ausstellung bei der Société Anonyme zahlreiche Werke zeigen konnte, stellte er die Malerei nahezu ganz ein, widmete sich der Selbstinszenierung und schrieb serienweise provokante Leserbriefe an die New Yorker Zeitungen. Seit einem Autounfall im Jahr 1932 war er körperlich stark eingeschränkt. Die umfassendste Ausstellung mit seinen Werken war in der Galerie von Valentine Dudensing 1932 in New York zu sehen.
Eilshemius' literarisches und musikalisches Schaffen ist heute weitgehend vergessen, seine Malerei ist in Ausstellungen und Sammlungspräsentationen immer wieder zu sehen. Roy Neuberger beispielsweise stattete das 1974 gegründete Neuberger Museum of Art in Purchase mit Teilen seiner Sammlung aus, das Museum verfügte im Jahr 2004 über 112 Werke von Eilshemius. Auch Museen der amerikanischen Ostküste, wie The Hirshhorn Museum and Sculpture Garden oder The Phillips Collection besitzen zahlreiche Bilder des modernistischen Malers.

Louis Michel Eilshemius – Bildbeispiele
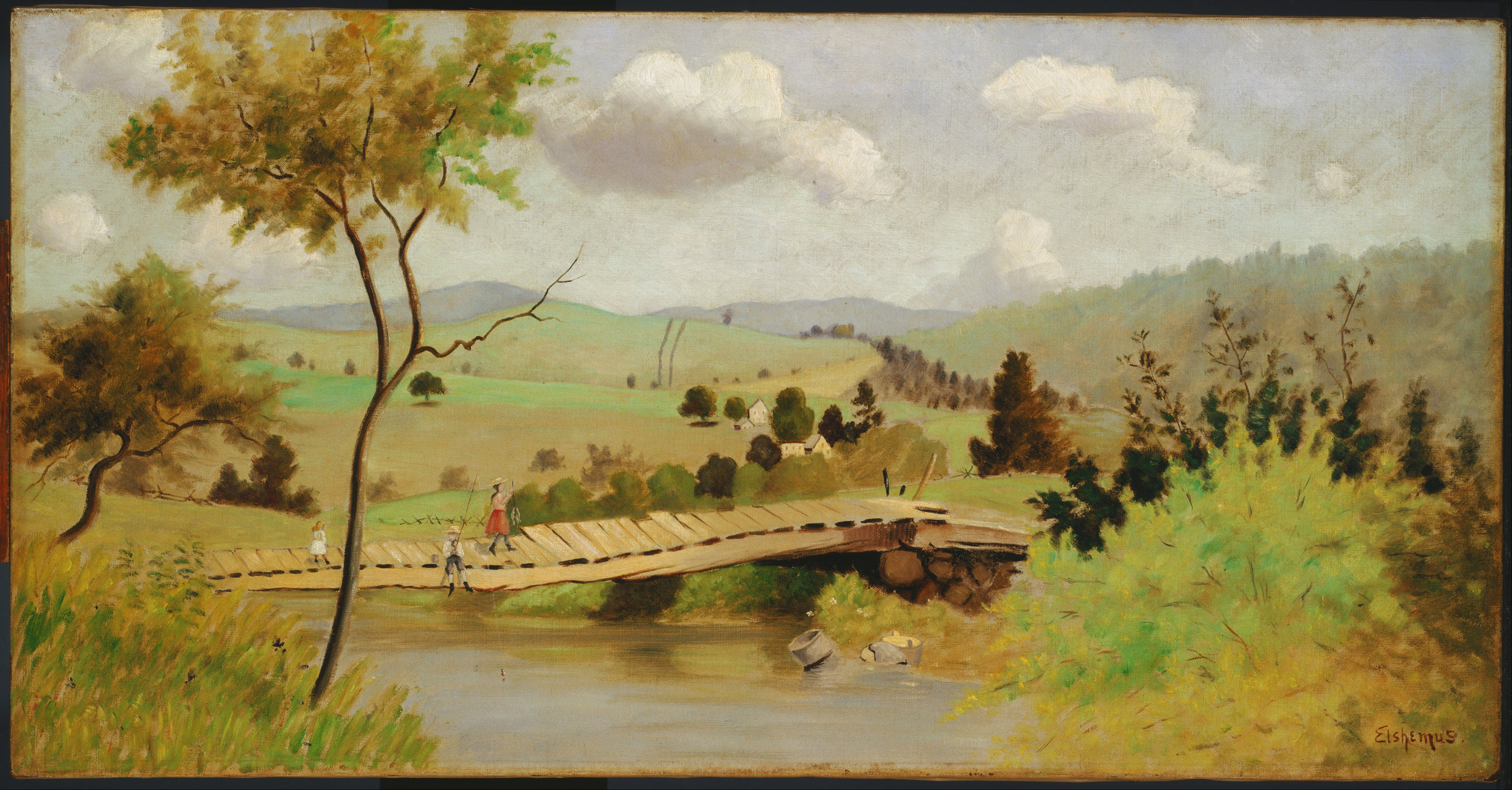
Adirondacks: Bridge for Fishing (1897)
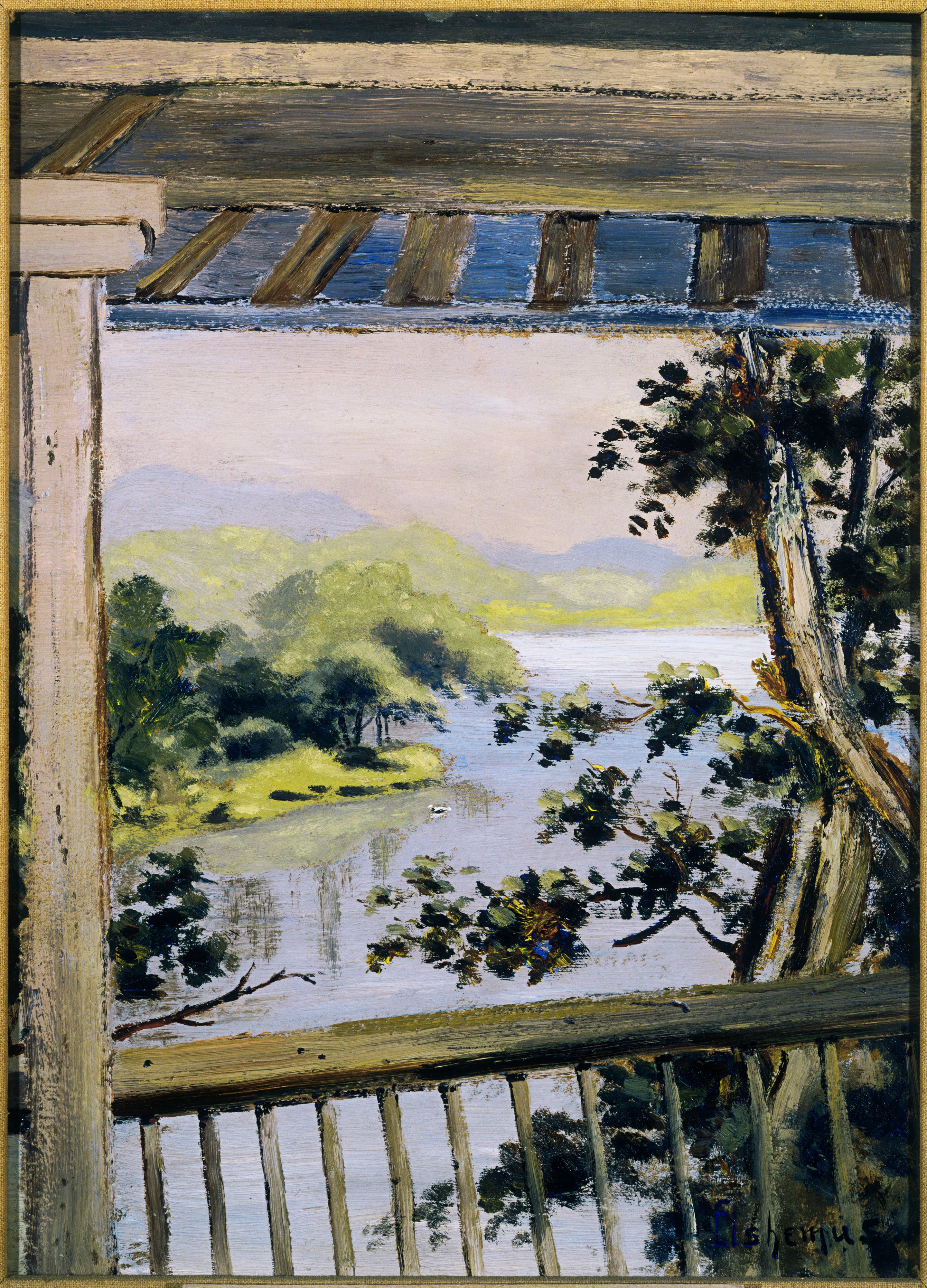
Balcony, Delaware Water Gap  (1900)
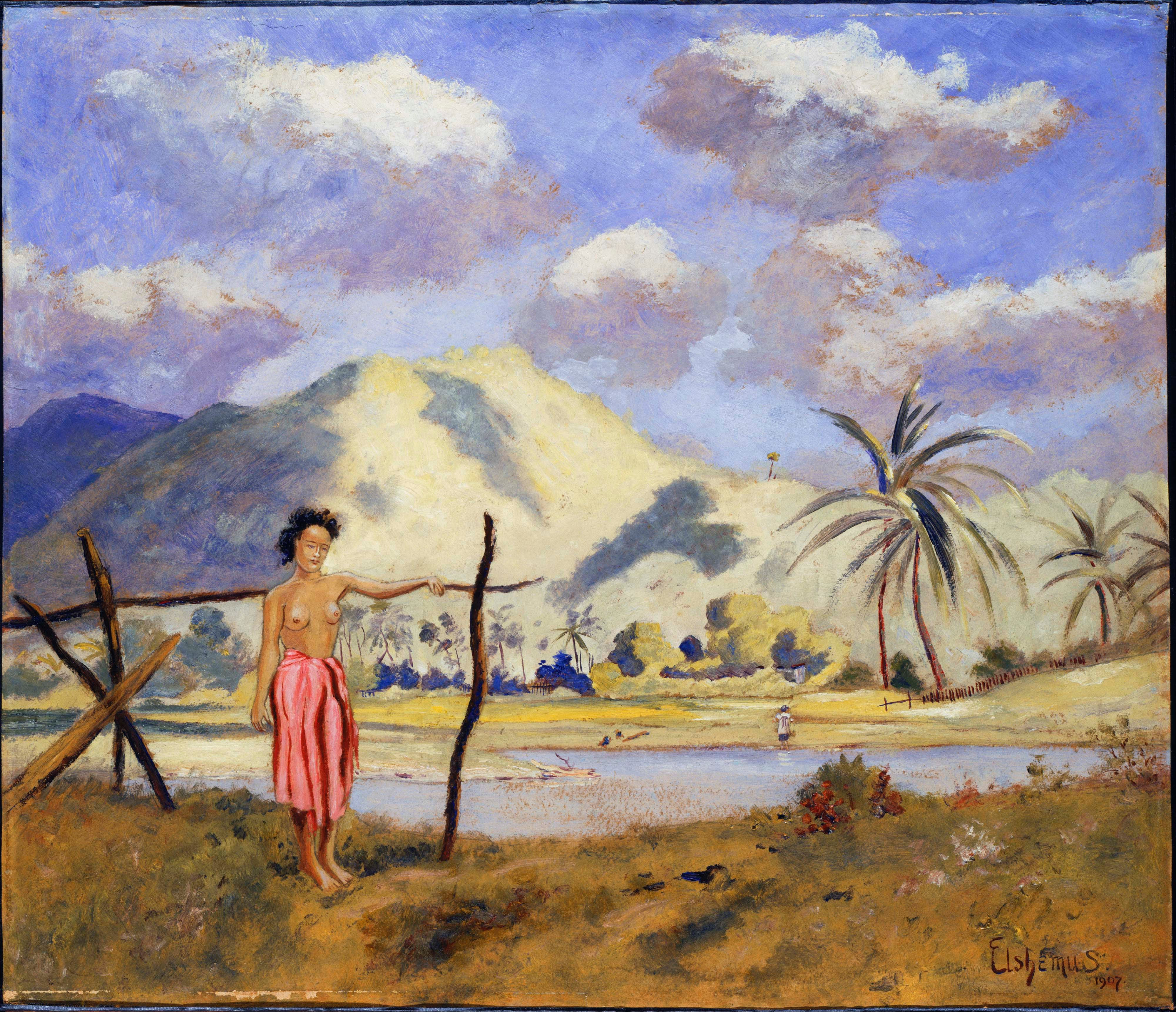
Samoa (1907)
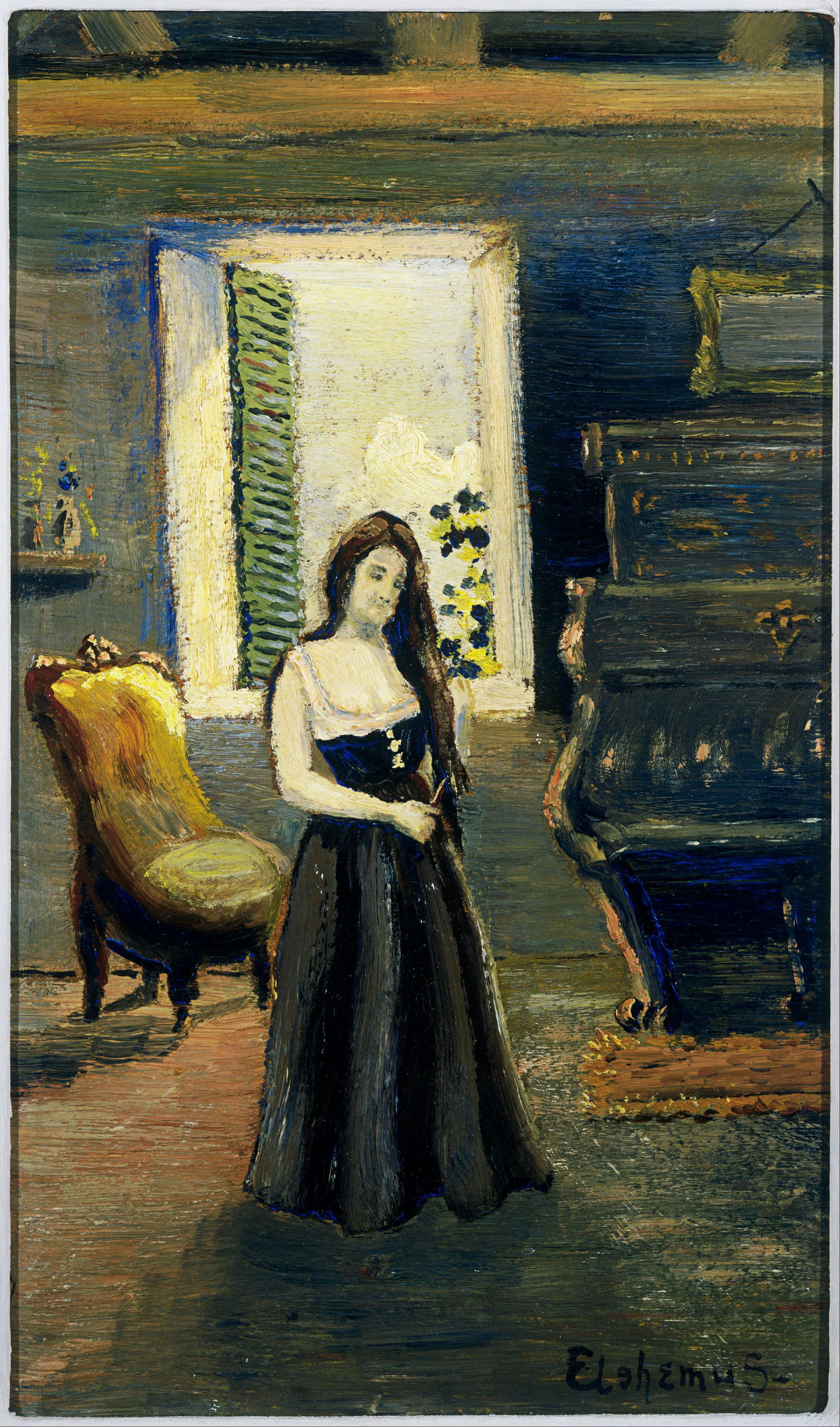
Madge in the Morning (1910)
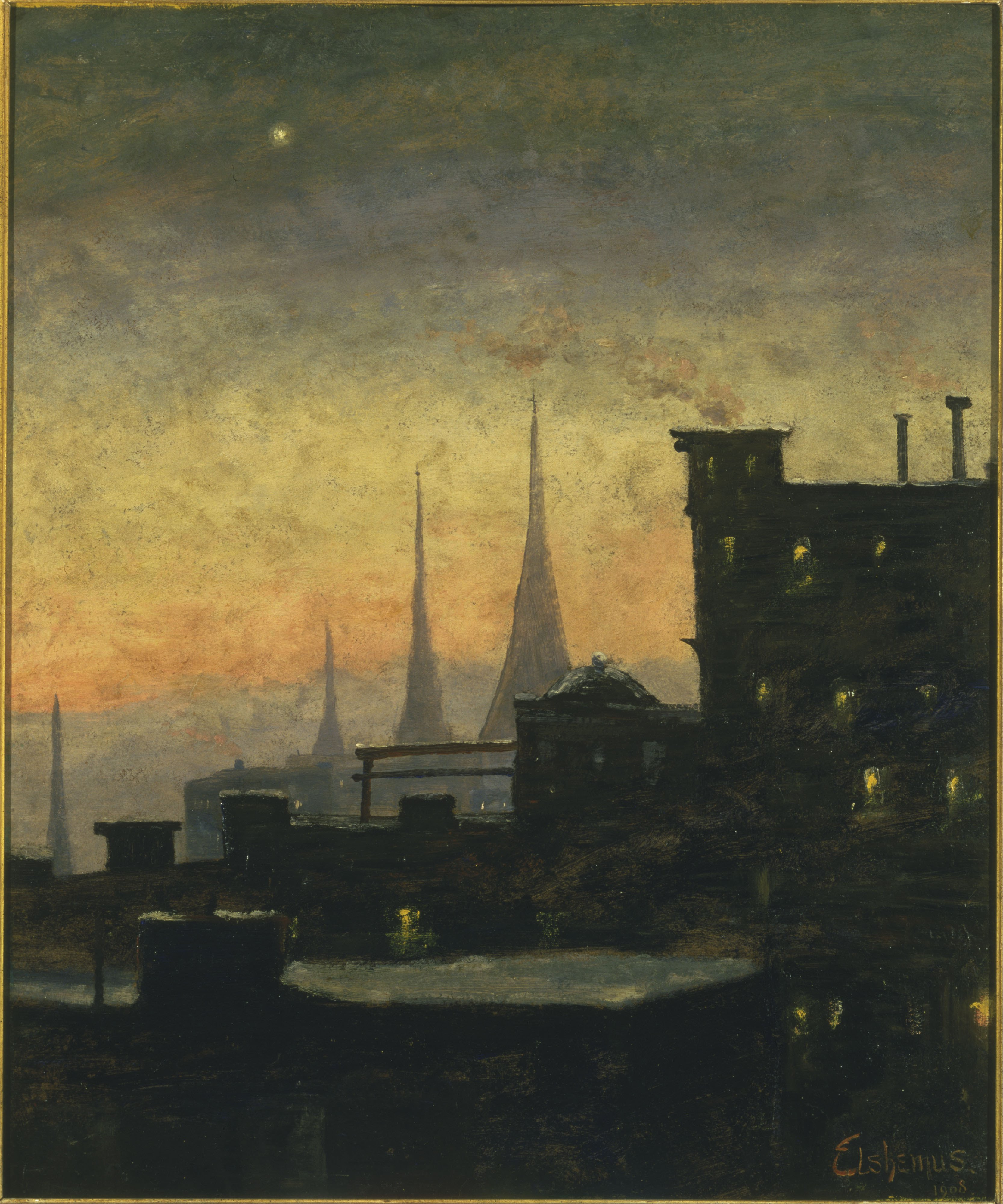
New York Roof Tops (1908)

## Werke (Auswahl)
- Poetical works of Louis M. Elshemus. New York, The Abbey Press, 1901

## Ausstellungen (Auswahl)
- Twenty selected paintings by Eilshemius, an authentic American artist. Valentine Gallery, New York : The Gallery, 1933
- Paintings by Louis M. Eilshemius. New York : Durand-Ruel Galleries, 1942
- Masterpieces of Eilshemius. New York : Artists’ Gallery, 1959
- Louis Michel Eilshemius (1864–1941) : centenary exhibition, from the beginning, 1864–1964, oils, watercolors, drawings. New York : Florence Lewison Gallery, 1964
- Sidney Janis: The high-kitsch of Eilshemius at Janis. New York: Sidney Janis Gallery, 1970
- Steven Harvey: Louis M. Eilshemius: An Independent Spirit. New York: National Academy of Design, 2001
- Das Pamphlet – Louis M. Eilshemius. Göppingen: Kunsthalle Göppingen, 2015
- Louis Michel Eilshemius: Peer of Poet-Painters. Cully, Schweiz : KMD – Kunsthalle Marcel Duchamp | The Forestay Museum of Art, 2015